# Азовська (станиця)
Азо́вська — станиця в Сєверському районі Краснодарського краю. Центр Азовського сільського поселення.
Населення — 3,9 тис. мешканців (2002), п'яте місце по району.
Розташована в гірсько-лісовій зоні, на березі річки Убін, за 5 км південніше станиці Сєверська.
Станиця заснована в червні 1864 року на місці виселенного черкеського аулу. Заселена козаками скасованого Азовського війська зі станиці Никольської.
До складу Азовського сільського поселення крім станиці Азовської входить також станиця Убінська.